# Головнин, Василий Михайлович
Васи́лий Миха́йлович Головни́н (8 [19] апреля 1776, село Гулынки, Переяслав-Рязанской провинции — 29 июня [11 июля] 1831, Санкт-Петербург) — русский мореплаватель и мемуарист, вице-адмирал, руководитель двух кругосветных экспедиций. Отец статс-секретаря А. В. Головнина.

## Биография
Родился в рязанском имении родителей. Головнины — дворянский род, предположительно происходящий от новгородского боярина Никиты Головни (1401). Мать адмирала, Александра Ивановна (ум. 1785), происходила из знатного рязанского рода Вердеревских. Отец и дед служили в Преображенском полку, куда, согласно существовавшему тогда обычаю, на 6-м году от рождения был записан сержантом и Василий. Потеряв родителей в юном возрасте, был определён в Морской кадетский корпус.
Произведенный в гардемарины, участвовал на корабле «Не тронь меня» 23 и 24 мая в Красногорском и 22 июня 1790 года в Выборгском сражениях против шведов и был награждён медалью. Окончив курс в корпусе в 1792 году, Головнин был по малолетству оставлен ещё на один год и воспользовался этим для изучения словесности, истории и физики. В январе 1793 года был произведён в мичманы и с тех пор беспрерывно находился в походах и за границей. В 1799 году участвовал в высадке десанта и бывших при том сражениях на берегах Голландии.
Время с 1801 года по 1805 год провёл в Англии, куда был послан для службы на судах английского флота и где находился под начальством адмиралов Корнвалиса, Нельсона и Колингвуда. По возвращении составил книгу «Военные морские сигналы для дневного и ночного времени», которой русский флот пользовался в течение 24 лет.

### Кругосветное плавание «Дианы»

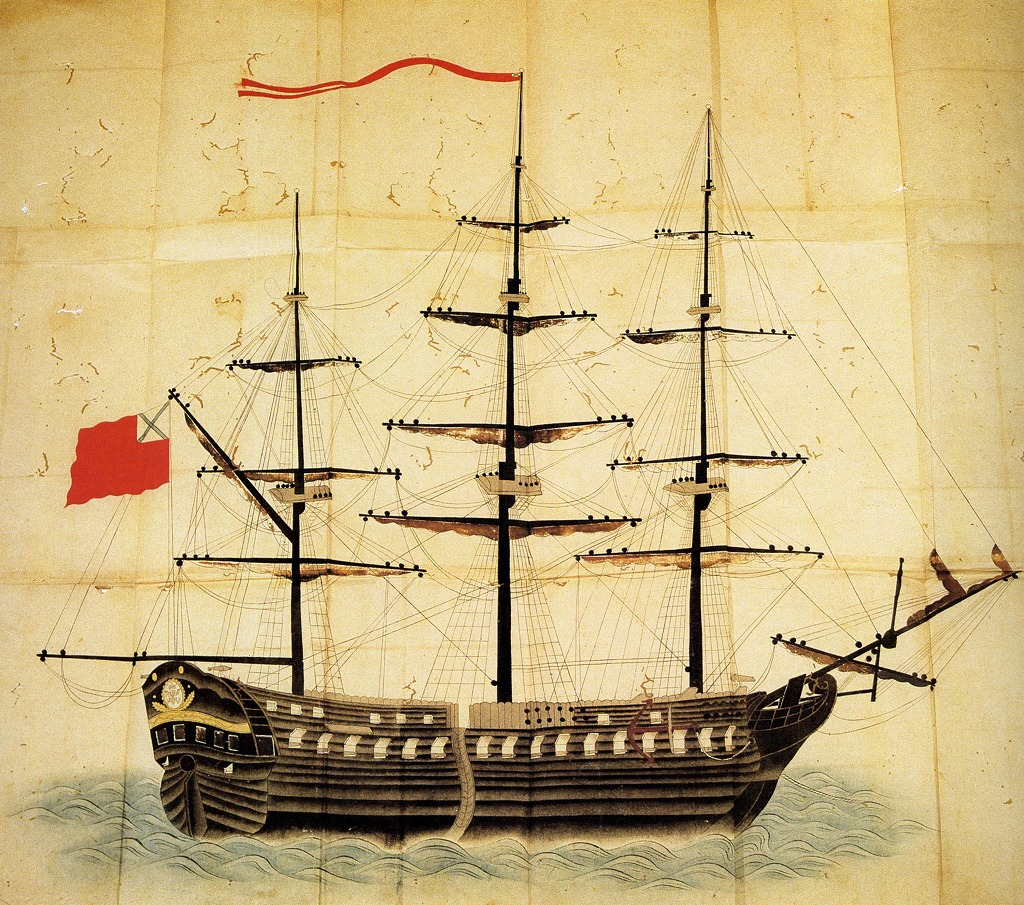
Шлюп «Диана»

В 1806 году в чине лейтенанта назначен командиром шлюпа «Диана». «Диана» была обычным транспортом-лесовозом, который под руководством В. М. Головнина перестроили на Олонецкой верфи в шлюп — небольшой трёхмачтовый парусный корабль.
В истории русского флота не отмечено другого такого факта, чтобы лейтенанту доверили командование кораблём, «коль скоро надлежало плыть далее пределов Балтийского моря; однако, по уважению к опытности и познаниям Головнина морское министерство отступило от этого общего правила», писал позднее адмирал Ф. Врангель.

Русское правительство решило направить шлюп «Диана» в кругосветную экспедицию, главной целью которой были географические открытия в северной части Тихого океана, преимущественно в пределах России. Экспедиции было также поручено доставить разные материалы в Охотск. 

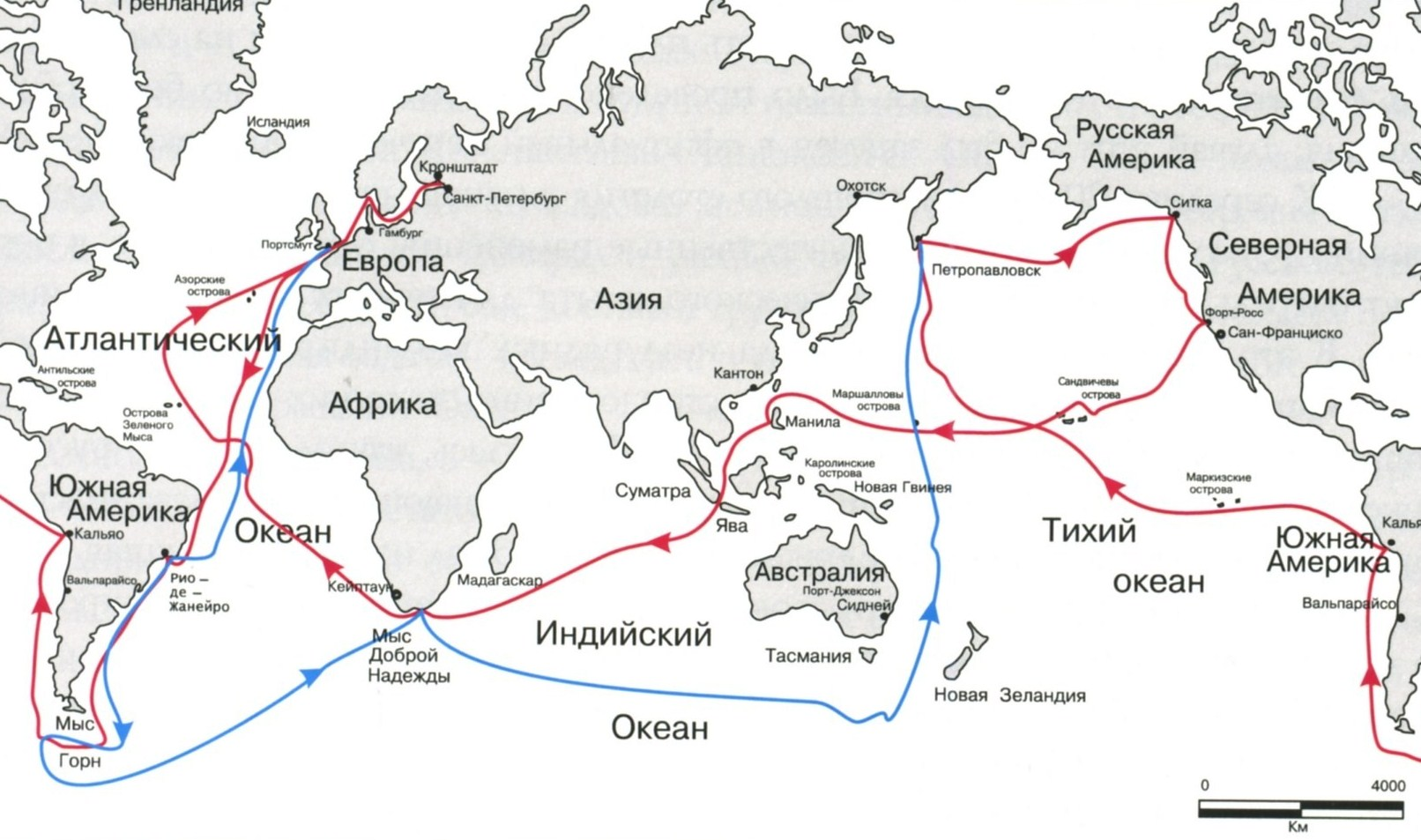
Плавания В. М. Головнина на шлюпе «Диана» (синий маршрут) в 1808—1811 годах и шлюпе «Камчатка» (красный маршрут) в 1817—1819 годах.

25 июня 1807 года «Диана» отправилась в плавание. 27 февраля 1808 года «Диана» прошла мимо островов Тристан-да-Кунья, а на рассвете 18 апреля 1808 года русские моряки увидели берега мыса Доброй Надежды. Через два дня шлюп вошёл в Саймонстаун, принадлежавший англичанам. Несмотря на то, что «Диана» имела специальное разрешение английского правительства, командующий английской эскадрой вице-адмирал Барти, объявив В. М. Головнину о войне, начавшейся между Россией и Англией, задержал русский корабль до получения соответствующего распоряжения из Англии.
В романе Патрика О`Брайена «Миссия на Маврикий» упоминается, что английский адмирал Берти, будучи неуверенным в своих действиях, не взял на себя ответственность объявить экипаж «Дианы» военнопленными после ареста шлюпа, поскольку в этом случае ему пришлось бы выделить деньги на их питание. Если бы правительство Англии не утвердило его решение, все потраченные деньги он был бы вынужден компенсировать из своих средств. Поэтому адмирал взял с капитана шлюпа слово, что тот не сбежит, запретил выдавать ему провизию и оставил шлюп стоять в бухте, никак более ему не препятствуя — в расчёте на то, что когда Головнину всё это надоест, он нарушит своё слово и сбежит, и, таким образом, проблема его ареста решится сама собой.
Более года проведя в плену, Головнин на «Диане» 16 мая 1809 года предпринял побег. Корабль успешно вышел из бухты на глазах нескольких английских кораблей и благополучно прибыл на Камчатку. Описание этого путешествия напечатано Головниным в 1819 году.

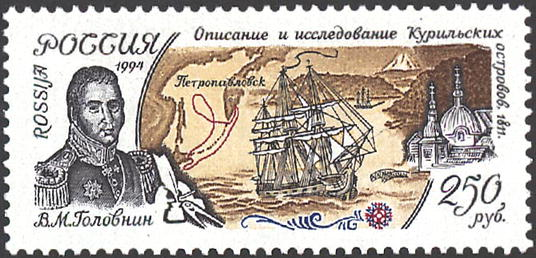
Почтовая марка России 1994 год. К 300-летию Российского флота. Географические экспедиции. В. М. Головнин (1776—1831). Описание и исследование Курильских островов, 1811.

### В плену у японцев
В 1811 году на В. М. Головнина было возложено описать Курильские и Шантарские острова и берег Татарского пролива; результаты этих трудов он также напечатал в 1819 году. Здесь, во время работ у острова Кунашира, Головнин был обвинён в преступлении принципов сакоку и захвачен японцами в плен вместе с мичманом Муром, штурманским помощником Андреем Ильичом Хлебниковым, а также четырьмя матросами.
Россия и Япония оказались на грани войны.
Мирное разрешение этого конфликта стало возможным благодаря дружеским, доверительным отношениям русского морского офицера Петра Ивановича Рикорда, организовавшего и возглавившего три спасательные экспедиции к берегам Японии, и крупного японского купца и общественного деятеля Такадая Кахэя.
Плен продолжался более двух лет с 11 июля 1811 по 7 октября 1813 года; описание его, изданное в 1816 году, переведено на многие европейские языки.
В июле 1814 года В. М. Головнин прибыл в Санкт-Петербург, таким образом его кругосветное путешествие продолжалось ровно 7 лет.

### Кругосветное плавание «Камчатки»

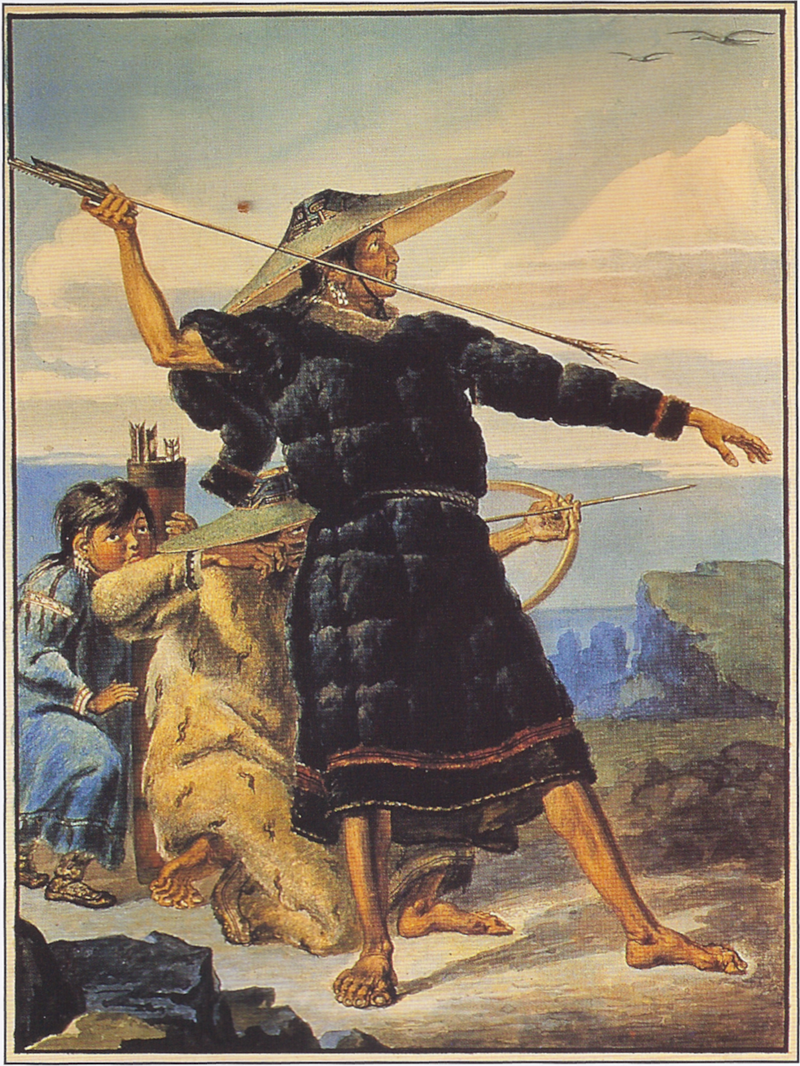
Жители Аляски на зарисовке М. Т. Тиханова (1818)

В 1817—1819 годах В. М. Головнин совершил новое кругосветное путешествие, описанное им в 1822 году. На этот раз, для путешествия был специально построен военный шлюп «Камчатка». В этом плавании первую серьёзную практику получили будущие выдающиеся русские мореплаватели Фердинанд Врангель, Фёдор Литке и Фёдор Матюшкин.
О том, что видели путешественники, можно судить по серии из 43 рисунков, выполненных за время плавания художником Михаилом Тихановым. Во время этого путешествия, в 1818 году, Головнин был избран членом Петербургской академии наук.

### Служба в Петербурге
В 1821 году в чине капитан-командора был назначен помощником директора Морского корпуса; в 1823 году назначен генерал-интендантом флота, а в 1827 году получил в своё ведение департаменты: кораблестроительный, комиссариатский и артиллерийский. За время 8-летнего управления Головниным интендантской частью на флоте (1823—1831) было построено 26 линейных кораблей, 21 фрегат, 2 шлюпа, 10 пароходов (первых в России) и многих других мелких судов общим количеством свыше 200.
Адмиралу Головнину принадлежало не менее 205 томов книг по географии и морскому делу. В 1921 году это книжное собрание в разрозненном виде поступило из имения Головниных в Московский университет, впоследствии оно было выделено из общего и обменно-резервного фондов и сейчас хранится в отделе редких книг и рукописей Научной библиотеки МГУ. 2021

### Смерть
Головнин умер в 1831 году от холеры во время вспыхнувшей в столице эпидемии. Похоронен на Митрофаниевском кладбище Санкт-Петербурга.
Вскоре после упразднения Митрофаньевского кладбища в 1927 году родовой склеп Головниных был разрушен.
13 июня 2017 года, в ходе выездного заседания рабочей группы Законодательного Собрания Санкт-Петербурга по вопросам увековечения памяти и в присутствии прямого потомка Петра Андреевича Головнина, установлены были точные координаты захоронения (по адресу: Санкт-Петербург, Митрофаньевское шоссе, д. 15, лит. А), на месте которого планируется установка памятника мореплавателю.

## Семья
В браке с Евдокией Степановной Лутковской (15 февраля 1795 — 3 февраля 1880) имел сына Александра (1821—1886) и дочерей:
- Ираиду (9 мая 1822 - 18 сентября 1829);

- Поликсену (1824—1909), которая вышла замуж за П. И. Саломона;

- Марию (26 марта 1827 - 26 марта 1905);

- Ольгу (26 марта 1827 - 26 января 1869);

- Александру (25 ноября 1829 - 24 марта 1905).

Тесть адмирала, тверской помещик Степан Васильевич Лутковский (ум. 25.11.1840), отставной поручик лейб-гвардии Преображенского полка, воспитал 7 сыновей и 6 дочерей. Все четыре взрослых брата Евдокии Степановны служили на флоте — двое из них, Пётр и Феопемпт Лутковские, стали адмиралами. Её сестра, Екатерина, была замужем за контр-адмиралом Максимом Максимовичем Геннингом (сыном М. М. Геннинга), а сёстры Анна и Глафира приняли постриг в одном из тверских монастырей.

## Память

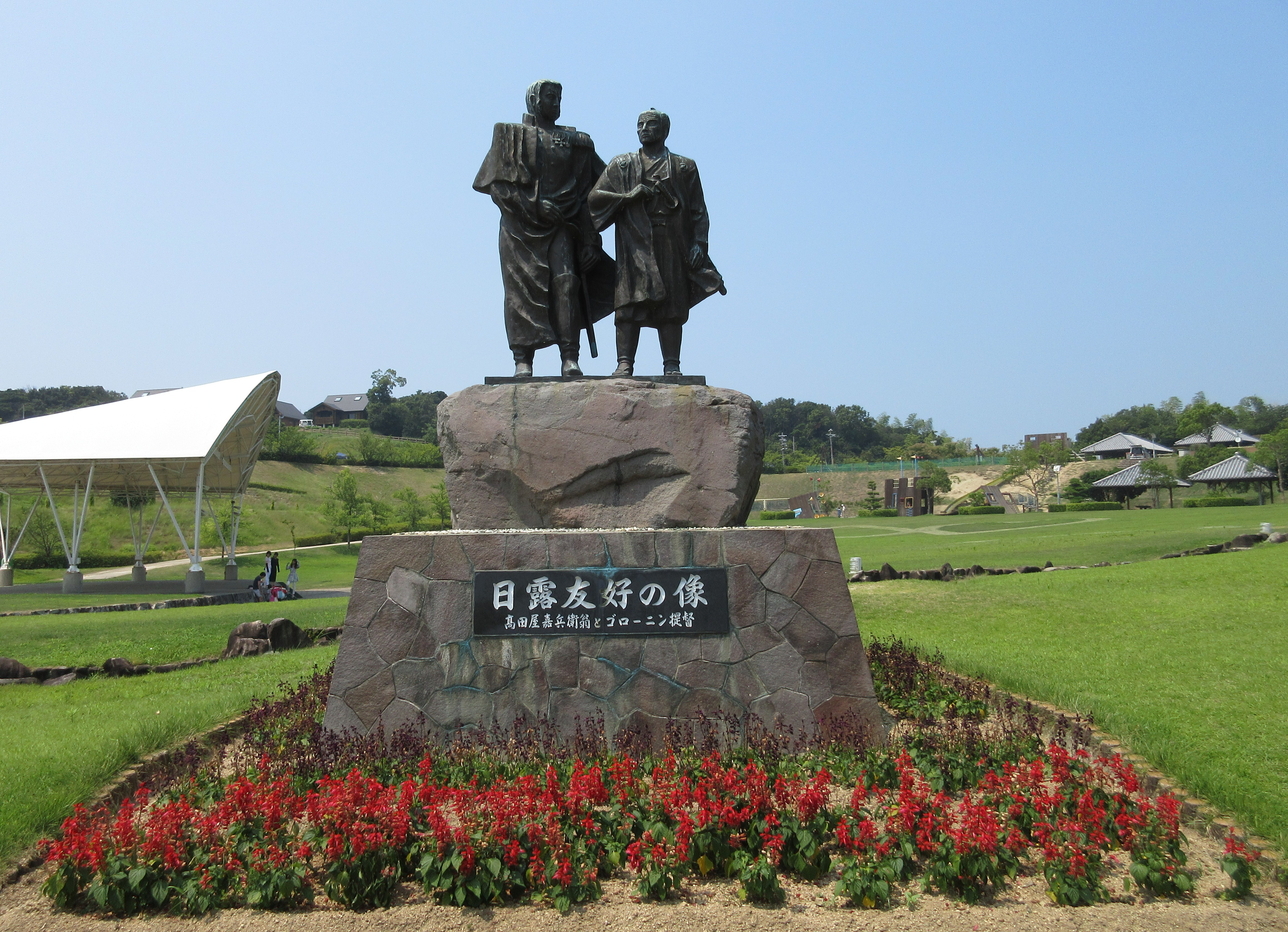
Памятник русско-японской дружбе в Госики

Именем Головнина названы вулкан Головнина и река Головнина на Кунашире, посёлок и порт Головнино там же, пролив Головнина между Курильскими островами, гора Головнина на Камчатке, залив, лагуна и город Головин (ранее Головнин) на Аляске, а также ряд более мелких объектов. Аэропорт города Головин имеет код IATA GLV.
- Головнина — река на острове Кунашир;
- Гора Головнина — гора на Камчатке;
- самолёт аэробус А-319 В. Головнин, бортовой номер VQBBD[8]
- Дизель-электроход «Василий Головнин» Открытого акционерного общества «Дальневосточное морское пароходство»[источник не указан 4562 дня]
- улица Головнина в Советском районе Нижнего Новгорода и в р. п. Старожилово Старожиловского района Рязанской области[9].
- бульвар Головнина на намывных территориях Васильевского острова Санкт-Петербурга[10]
- МБОУ «Средняя общеобразовательная школа № 19 имени вице-адмирала В. М. Головнина» г. Рязань (2012 г.)

Памятники Головнину установлены в Старожилове Рязанской области и в столице республики Вануату — городе Порт-Вила. В 1992 году в России выпущена почтовая марка, посвящённая Головнину.
Океанографическое исследовательское судно «Василий Головнин» проекта 850 Балтийского и Черноморского флотов СССР и России в 1964—1994 годах.

## Сочинения
- Записки флота капитана Головнина о приключениях его в плену у японцев в 1811, 1812 и 1813 годах. С приобщением Замечаний его о Японском Государстве и народе. — СПб., 1816. — Ч. 1
- Головнин В.М.Сочинения и переводы Василия Михайловича Головнина. В пяти томах. СПб, типография Морского Министерства, 1864. Т. I. [4], XXIV, 352 c., 9 л. ил. Т. II. [4], 374 c. Т. III. [10], 284, XXVIII, [4], 114, LXXI, 15 л. ил. Т. IV. [8], 520 с. Т. V. [4], 204 с.
- Головнин В. М. Сочинения. Путешествие на шлюпе «Диана» из Кронштадта в Камчатку, совершенное в 1807, 1808 и 1809 гг. В плену у японцев в 1811, 1812 и 1813 гг. Путешествие вокруг света на шлюпе «Камчатка» в 1817, 1818 и 1819 гг.: С приложением описания примечательных кораблекрушений в разные времена претерпенных русскими мореплавателями. — М.; Л.: Изд-во Главморпути, 1949. — 506 с.
- Головнин В. М. Путешествие вокруг света, совершенное на военном шлюпе «Камчатка» в 1817, 1818 и 1819 годах флота капитаном Головниным. — М.: Мысль, 1965. — 383 с.: ил., табл., карт.
- Головнин В. М. Путешествия вокруг света. — М.: Дрофа, 2007. — 896 с. — (Серия «Библиотека путешествий»).
- Головнин В. М. Записки флота капитана Головина о приключениях его в плену у японцев / Захаров. — Серия «Биографии и мемуары». — М., 2004. — 464 с.